# Херман II фон Глайберг
Херман II фон Глайберг (на немски: Hermann II von Gleiberg; * ok. 997; † сл. 1095 или ок. 1104) е граф на графство Глайберг в Хесен.

## Живот
Син и наследник е на граф Херман I фон Глайберг († 1062 или 1076). Внук е на Фридрих Люксембургски († 1019), граф на Мозелгау и в Хесенгау, и съпругата му Ирмтруда фон Ветерау († сл. 1015), наследничката на замък Глайберг, дъщеря на граф Хериберт фон Ветерау от фамилията на Конрадините. Баща му наследява половината Графство Глайберг.
Той често е бъркан с братовчед му Херман фон Салм, син на чичо му граф Гизлберт Люксембургски.
Херман II фон Глайберг участва от 1073 до 1075 г. на страната на крал Хайнрих IV в саксонската война против саксонските въстаници. Той участва в битката при Хомбург на Унструт на 9 юни 1075 г. против вожда на въстаниците Ото Нортхаймски.